# Нісіпорешть
Нісіпорешть, Нісіпорешті (рум. Nisiporești) — село у повіті Нямц в Румунії. Входить до складу комуни Ботешть.
Село розташоване на відстані 297 км на північ від Бухареста, 32 км на північний схід від П'ятра-Нямца, 65 км на захід від Ясс.

## Населення
За даними перепису населення 2002 року у селі проживали 2252 особи, усі — румуни. Усі жителі села рідною мовою назвали румунську.